# Liste der Kulturgüter in Saint-Imier
Die Liste der Kulturgüter in Saint-Imier enthält alle Objekte in der Gemeinde Saint-Imier im Kanton Bern, die gemäss der Haager Konvention zum Schutz von Kulturgut bei bewaffneten Konflikten, dem Bundesgesetz vom 20. Juni 2014 über den Schutz der Kulturgüter bei bewaffneten Konflikten sowie der Verordnung vom 29. Oktober 2014 über den Schutz der Kulturgüter bei bewaffneten Konflikten unter Schutz stehen.
Objekte der Kategorien A und B sind vollständig in der Liste enthalten, Objekte der Kategorie C fehlen zurzeit (Stand: 9. April 2024). Unter übrige Baudenkmäler sind geschützte Objekte zu finden, die im Bauinventar des Kantons Bern als «schützenswert» verzeichnet sind.

## Kulturgüter
| Foto |                                                                                      | Objekt | Kat. | Typ | Standort                             | Beschreibung |
| ---- | ------------------------------------------------------------------------------------ | --- | ---- | --- | ------------------------------------ | --- |
| ja   | Datei hochladen · Wikidata zu Stiftskirche (Q19362710)                               | Stiftskirche / Collégiale KGS-Nr.: 01245 | A    | G   | Place du Marché 10 566480 / 222496   | Wahrscheinlich bis ins 11. Jahrhundert zurückreichendes Kirchengebäude im romanischen Stil, das sich durch die Staffelung und Aneinanderreihung unterschiedlicher Volumina auszeichnet. Die dreischiffige Basilika mit niedrigerem, knapp vorspringendem Querhaus und Dreiapsidengruppe ohne Vorjoch besitzt ein schmuckloses Äusseres mit Rundbogenöffnungen. Der Frontturm entstand in mehreren Bauphasen, wobei der Unterbau aus dem 12./13. Jahrhundert stammt. |
| ja   | Datei hochladen · Wikidata zu Uhrenfabrik Longines (Q19362711)                       | Uhrenfabrik Longines / Fabrique de montres Longines KGS-Nr.: 09282 | A    | G   | Les Longines 1–14 567000 / 222128    | Schmaler und länglicher, im Jahr 1915 erbauter Mauerwerkskörper, dessen Werkstätten von grossen Fenstern beidseitig beleuchtet werden, wodurch der gemauerte Teil der Fassaden auf ein Minimum reduziert wird. Dieser rational und funktional designte Flügel wird von einem Pavillon flankiert, dessen malerische Silhouette dem Zeitgeist des Historismus entspricht.                                                                                             |
| BW   | Datei hochladen · Wikidata zu Turm der Königin Bertha (Q29675335)                    | Reine Berthe-Turm / Tour de la Reine Berthe KGS-Nr.: 01246 | B    | G   | Rue du Marché 4 566470 / 222421      | Der aus dem späten 15. oder frühen 16. Jahrhundert stammende Turm ist der Überrest einer im Jahr 1828 abgerissenen Kirche. Bauwerk mit quadratischem Grundriss aus Kalkstein mit archaisch anmutender Architektur, die an den romanischen Stil erinnert. Pyramidenförmiges Dach, darunter Uhrwerk mit bemaltem Zifferblatt aus dem 17. Jahrhundert. |
| BW   | Datei hochladen · Wikidata zu Jurassisches Archiv- und Forschungszentrum (Q99578122) | Jurassisches Archiv- und Forschungszentrum (CEJARE). Forschungs- und Dokumentationszentrum des Berner Jura / Centre jurassien d'archives et de recherches (CEJARE) et Mémoires d'ici. Centre de recherche et de documentation du Jura bernois KGS-Nr.: 10584 | B    | S   | Rue du Midi 6 566417 / 222508        | Sammlung von mehr als 60 Archiven zur Industriegeschichte des Vallon de Saint-Imier. Diese Archive mit mehr als 800 Laufmetern stammen von grossen nationalen und internationalen Unternehmen, KMU, kleinen Werkstätten, Handwerkern, Wirtschaftsverbänden oder Einzelpersonen. |
| BW   | Datei hochladen · Wikidata zu Anbau des ehemaligen Schlachthofs (Q113126593)         | Anbau des ehemaligen Schlachthofs / Annexe des anciens abattoirs KGS-Nr.: 16793 | B    | G   | Marne de la Coudre 4 567084 / 222575 | Ehemaliges Industriegebäude von 1908 |

## Übrige Baudenkmäler
Hinweis: Anstelle der KGS-Nummer wird als Objekt-Identifikator (ID) die Grundstücksnummer verwendet.
| ID       | Foto |                                                                                   | Objekt | Typ | Standort                                   | Beschreibung |
| -------- | ---- | --------------------------------------------------------------------------------- | --- | --- | ------------------------------------------ | ------------ |
| 54       | BW   | Datei hochladen                                                                   | Wohnhaus und ehemaliges Sportgeschäft (1907) / Habitation et ancien magasin de sports (1907)                                                            | G   | Rue des Jonchères 70 566621 / 222424       |              |
| 59       | BW   | Datei hochladen                                                                   | Veranstaltungssaal (1951/52) / Salle de spectacles (1951/52)                                                                                            | G   | Rue des Jonchères 64 566569 / 222395       |              |
| 61       | BW   | Datei hochladen                                                                   | Berner Kantonalbank (1903) / Banque cantonale bernoise (1903)                                                                                           | G   | Rue des Jonchères 67 566543 / 222416       |              |
| 84       | BW   | Datei hochladen                                                                   | Wohnimmobilie (4. Viertel 19. Jh.) / Immeuble d'habitation (dernier quart du 19ème s.)                                                                  | G   | Rue du Midi 13 566702 / 222474             |              |
| 93       | BW   | Datei hochladen                                                                   | Hôtel Central (1857) | G   | Rue Francillon 2 566477 / 222458           |              |
| 106      | BW   | Datei hochladen                                                                   | Wohn- und Geschäftshaus (um 1850) / Immeuble d'habitation et commercial                                                                                 | G   | Rue Francillon 24 566640 / 222517          |              |
| 120      | BW   | Datei hochladen                                                                   | Brunnen (1865) / Fontaine (1865) | K   | Place du 16 Mars N.N. 566764 / 222562      |              |
| 153      | BW   | Datei hochladen                                                                   | Ehemaliges Gasthaus, dann Volkshaus (1843/44) / Ancienne auberge, puis Maison du Peuple (1843/44)                                                       | G   | Rue Francillon 31 566721 / 222567          |              |
| 161      | BW   | Datei hochladen                                                                   | Primarschulhaus (1875) / Ecole primaire (1875) | G   | Rue Agassiz 16 566697 / 222654             |              |
| 176      | BW   | Datei hochladen                                                                   | Ehemalige Poststation La Couronne (zwischen 1860 und 1880) / Ancien relais-poste de la Couronne (entre 1860 et 1880)                                    | G   | Rue Francillon 15 566575 / 222523          |              |
| 189      | BW   | Datei hochladen                                                                   | Wohnimmobilie (1857) / Immeuble d'habitation (1857) | G   | Rue du Temple 4 566528 / 222523            |              |
| 190      | BW   | Datei hochladen                                                                   | Brunnen (2. Hälfte 19. Jh.) / Fontaine (2ème moitié du 19ème s.)                                                                                        | K   | Rue Francillon N.N. 566539 / 222499        |              |
| 195      | BW   | Datei hochladen                                                                   | Turm Saint-Martin (Ende 15. Jh. / Anfang 16. Jh.) / Tour Saint-Martin (fin 15ème s. / début 16ème s.)                                                   | K   | Rue d'la Zouc 4 566459 / 222420            |              |
| 192      | BW   | Datei hochladen                                                                   | Maison Terraz (1764) / Haus Terraz (1764) | G   | Place du Marché 8 566467 / 222478          |              |
| 199      | BW   | Datei hochladen                                                                   | Brasserie de la Place (frühes 19. Jh.) | G   | Place du Marché 4 566442 / 222439          |              |
| 206      | BW   | Datei hochladen                                                                   | Brunnen (19. Jh.) / Fontaine (19ème s.) | K   | Rue des Jonchères N.N. 566499 / 222385     |              |
| 247; 248 | BW   | Datei hochladen                                                                   | Zwei aneinandergrenzende Wohngebäude (um 1880) / Deux immeubles d'habitation contigus (vers 1880)                                                       | G   | Rue Baptiste-Savoye 44, 46 566244 / 222298 |              |
| 249      | BW   | Datei hochladen                                                                   | Ehemalige Federfabrik (1909) / Ancienne fabrique de ressorts (1909)                                                                                     | G   | Rue Baptiste-Savoye 48 566266 / 222315     |              |
| 328      | BW   | Datei hochladen                                                                   | Ehemalige Uhrenfabrik (3. Viertel 19. Jh.) / Ancienne manufacture d'horlogerie (3ème quart du 19ème s.)                                                 | G   | Rue du Pont 16 566388 / 222158             |              |
| 404      | BW   | Datei hochladen                                                                   | Ehemaliges Altersheim des Bezirks Courtelary (1905) / Ancien Hospice des vieillards du district de Courtelary (1905)                                    | G   | Route de Sonvilier 3 565396 / 221843       |              |
| 413      | BW   | Datei hochladen                                                                   | Wohnhaus (1924) / Habitation (1924) | G   | Route de Mont-Soleil 1 565876 / 222299     |              |
| 414      | BW   | Datei hochladen                                                                   | Fabrikantenvilla (1928) / Villa de fabricant (1928) | G   | Route de Mont-Soleil 3 565937 / 222317     |              |
| 468      | BW   | Datei hochladen                                                                   | Fabrikantenvilla (1898) / Villa de fabricant (1898) | G   | Rue Pierre-Alin 9 566151 / 222377          |              |
| 559      | BW   | Datei hochladen                                                                   | Mietshaus (1837) / Habitation locative (1837) | G   | Rue de la Cure 3 566456 / 222555           |              |
| 562      | BW   | Datei hochladen                                                                   | Reformiertes Pfarrhaus (1619) / Cure réformée (1619) | G   | Rue de la Cure 1 566449 / 222528           |              |
| 567      | BW   | Datei hochladen                                                                   | Gartenpavillon (1845) / Pavillon de jardin (1845) | G   | Rue Pierre-Jolissaint 45 566372 / 222482   |              |
| 567      | BW   | Datei hochladen                                                                   | Fabrikantenvilla (1844) / Villa de fabricant (1844) | G   | Rue Pierre-Jolissaint 47 566397 / 222490   |              |
| 572      | BW   | Datei hochladen                                                                   | Brunnen (1854) mit Wetterstation und zwei Denkmäler (1906) / Fontaine (1854) avec pile météorologique et deux monuments (1906)                          | K   | Place du Marché N.N. 566435 / 222483       |              |
| 579      | BW   | Datei hochladen                                                                   | Gewächshaus wahrscheinlich aus dem letzten Viertel des 19. Jh. (vor 1883)) / Serre probablement du dernier quart du 19.s. (avant 1883)                  | G   | Passage de la Charrière 11 566411 / 222595 |              |
| 589; 590 | BW   | Datei hochladen                                                                   | Zwei Wohnhäuser (um 1840/50) / Deux immeubles d'habitation (vers 1840/50)                                                                               | G   | Rue Agassiz 11, 13 566616 / 222643         |              |
| 595      | ja   | Datei hochladen · Wikidata zu Römisch-katholische Kirche Saint-Martin (Q96323984) | Römisch-katholische Kirche Saint-Martin (1862–1866) / Eglise catholique-romaine Saint-Martin (1862–1866)                                                | G   | Rue Agassiz 23 566725 / 222698             |              |
| 597      | BW   | Datei hochladen                                                                   | Villa (Mitte 19. Jh.), heute römisch-katholisches Pfarrhaus / Villa (milieu du 19ème s.), aujourd'hui cure catholique romaine                           | G   | Rue de Beau Site 6 566820 / 222721         |              |
| 617      | BW   | Datei hochladen                                                                   | Ehemalige Reithalle mit Land und Wohnhaus (um 1880) / Ancien manège avec rural et habitation (vers 1880)                                                | G   | Rue de Beau Site 3, 3a, 3b 566778 / 222761 |              |
| 692      | BW   | Datei hochladen                                                                   | Ehemalige Nivalex-Fabrik für Federblätter, dann Straumann-Fabrik (1958) / Ancienne fabrique de lames de ressorts Nivalex puis fabrique Straumann (1958) | G   | Rue de la Serre 7 566942 / 222748          |              |
| 773      | BW   | Datei hochladen                                                                   | Anbau des ehemaligen Schlachthofs (1908) / Annexe des anciens abattoirs (1908)                                                                          | G   | Marne de la Coudre 4 566417 / 222508       |              |
| 786      | BW   | Datei hochladen                                                                   | Freimaurerloge (1883) / Loge de franc-maçonnerie (1883)                                                                                                 | G   | Rue du Midi 20 566795 / 222482             |              |
| 816      | BW   | Datei hochladen                                                                   | Wohnhaus (1910) / Maison d'habitation (1910) | G   | Route de Tramelan 4 567094 / 222787        |              |
| 889      | BW   | Datei hochladen                                                                   | Bauernhaus genannt "du Prince" (1620) / Ferme dite "du Prince" (1620)                                                                                   | G   | La Chaux-d’Abel 39 563704 / 225086         |              |
| 893      | BW   | Datei hochladen                                                                   | Bauernhaus genannt "du bonheur" (1613) / Ferme dite "du bonheur" (1613)                                                                                 | G   | La Combe-à-la-Biche 45 563896 / 224388     |              |
| 942      | BW   | Datei hochladen                                                                   | Villa (1904) | G   | Mont-Soleil 59 566092 / 223204             |              |
| 1138     | BW   | Datei hochladen                                                                   | Berner Jura Spital, Hauptgebäude (1933/34) / Hôpital du Jura Bernois, bâtiment principal (1933/34)                                                      | G   | Les Fontenayes 17 565499 / 222039          |              |
| 1161     | BW   | Datei hochladen                                                                   | Wohnhaus genannt "La Rotonde" (1933/34) / Immeuble d'habitation dit "la Rotonde" (1933/34)                                                              | G   | Rue du Pont 40 566412 / 222422             |              |
| 1215     | BW   | Datei hochladen                                                                   | Sekundarschule (1958–1963) / Collège secondaire (1958–1963)                                                                                             | G   | Rue Paul-Charmillot 13 566541 / 222768     |              |
| 1299     | BW   | Datei hochladen                                                                   | Ehemaliges Bauernhaus (1663) / Ancienne ferme (1663) | G   | La Chaux-d’Abel 24 564489 / 225309         |              |
| 1317     | BW   | Datei hochladen                                                                   | Wohnhaus (1931) / Maison d'habitation (1931) | G   | Rue Paul-Charmillot 8 566449 / 222635      |              |
| 1913     | BW   | Datei hochladen                                                                   | Teil einer ehemaligen Uhrenfabrik (4. Viertel 19. Jh.) / Partie d'une ancienne fabrique d'horlogerie (dernier quart du 19ème s.)                        | G   | Rue de la Suze 10 566927 / 222585          |              |
| 2111     | ja   | Datei hochladen                                                                   | Ehemaliges Gemeindeschlachthaus (1908) / Anciens abattoirs communaux (1908)                                                                             | G   | Marne de la Coudre 2 567103 / 222568       |              |